# Duguetia panamensis
Duguetia panamensis är en kirimojaväxtart som beskrevs av Paul Carpenter Standley. Duguetia panamensis ingår i släktet Duguetia och familjen kirimojaväxter. Inga underarter finns listade i Catalogue of Life.